# Discestra schawyra
Discestra schawyra är en fjärilsart som beskrevs av Bang-haas 1927. Discestra schawyra ingår i släktet Discestra och familjen nattflyn. Inga underarter finns listade i Catalogue of Life.